# 布拉迪斯拉發冰球俱樂部
布拉迪斯拉發冰球俱樂部是一個位在斯洛伐克布拉迪斯拉发的冰球俱樂部。自2012年起加入大陸冰球聯盟。

## 外部連結
- Official Website of the HC Slovan Bratislava （页面存档备份，存于）

Template:HC Slovan Bratislava